# Letty Jimenez-Magsanoc

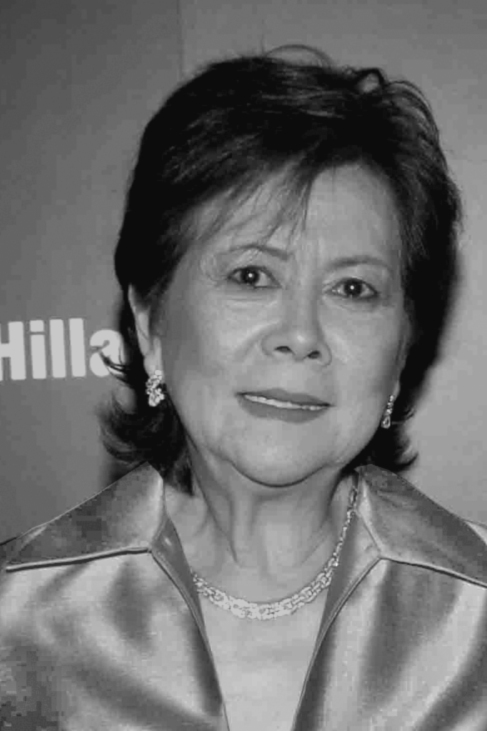
Letty Jimenez-Magsanoc (2011)

Leticia „Letty“ Jimenez-Magsanoc (* 13. September 1941 in Manila; † 24. Dezember 2015 in Taguig City) war eine philippinische Journalistin und Redakteurin, bekannt geworden unter anderem durch ihre Rolle beim Sturz des Marcos Regimes. Sie war von 1991 bis zu ihrem Tod im Dezember 2015 Chefredakteurin des Philippine Daily Inquirer, nach eigenen Angaben die meistgelesene Zeitung der Philippinen. Von Kollegen und Mitarbeitern wurde sie häufig nur LJM genannt.

## Leben
Leticia Jimenez wurde am 13. September 1941 in Manila als erstes von neun Kindern von Oberst Nicanor Jimenez und seiner Frau Maria Clara geboren. Ihr Vater war früherer Manager der Philippine National Railways und Direktor der NISA (National Intelligence and Security Authority), dem damaligen philippinischen Nachrichtendienst, später Botschafter der Philippinen in Südkorea.
Letty Jimenez verbrachte den Großteil der 1960er Jahre in den USA, wo sie an der Universität von Missouri ein Masterstudium für Journalismus absolvierte. 1963 heiratete sie den Arzt Dr. Carlos Magsanoc. Aus der Ehe gingen drei Kinder hervor, die Tochter Kara Magsanoc-Alikpala, welche heute ebenfalls als Journalistin arbeitet, und die beiden Söhne Dr. Nikko Magsanoc und Dr. Marti Magsanoc.

## Berufliche Karriere
Nach der Rückkehr auf die Philippinen im Jahr 1969 arbeitete Jimenez-Magsanoc für das Manila Bulletin, zunächst als Redakteurin für die Frauensparte von Panorama, dem Sonntagsmagazin des Bulletins. Ab 1976 begann sie für das täglich erscheinende Manila Bulletin zu schreiben. Dort schrieb sie zunächst 3× wöchentlich eine Kolumne im Wechsel mit Tony Nieva, später erhielt sie ihre eigene Kolumne. 1978 wurde ihr der Posten der leitenden Redakteurin des Panorama-Magazins angeboten. Mit Magsanoc's Übernahme dieses Postens stieg die Beliebtheit des Magazins und lag kurze Zeit später mit einer sonntäglichen Auflage von 300.000 dreifach über der kombinierten Auflage zweier konkurrierender Blätter.
1981, fünf Monate nachdem ihr die Auszeichnung "Herausragende Frauen im Dienste der Nation" verliehen wurde, war Letty Jimenez-Magsanoc zum Rücktritt gezwungen, nachdem sie einen Artikel geschrieben hatte, der von Marcos als blasphemisch und regierungskritisch betrachtet wurde. Der erzwungene Rücktritt löste einen Proteststurm in den Medien aus, wobei einige Journalisten ihre Kolumnen nutzten, um das Thema aufzugreifen, jedoch teilweise von den Herausgebern zurückgehalten wurden. Etliche kritische Artikel, deren Veröffentlichung von anderen Zeitungen abgelehnt worden war, erschienen im Frauenmagazin Mr. & Ms. unter Herausgeberin Eugenia Apostol, welche in der Folgezeit wie zahlreiche andere Herausgeber, Redakteure und Kolumnisten vom Militär verhört wurde und unter Beobachtung stande.
Zwei von Jimenez-Magsanoc für das Panorama-Magazin verfasste Artikel wurden verboten. In der Panorama-Ausgabe vom 12. Oktober 1980 verschwand die Sonntagskolumne mit dem Titel „The Lady of Maynila“. Einige Tausend Exemplare der Ausgabe wurden verbreitet, in denen die Seite schlichtweg fehlte. In einer anderen Auflage derselben Ausgabe waren anstelle der Kolumne Leserbriefe abgedruckt. Und die Sonntagskolumne vom 19. Juli 1981 mit dem Titel „Survival: Variations on the Human Condition“ wurde von Herausgeber Hans Menzi gestoppt wegen ironischer Anmerkungen zur damaligen wirtschaftlichen Situation im Land.
Im Jahr 1983 wurde Letty Jimenez-Magsanoc von Eugenia Apostol angeboten die Redaktion des als Reaktion auf die Ermordung des Oppositionsführers Benigno Aquino gegründeten Wochenmagazins Mr. & Ms. Special Edition zu leiten. Die damaligen Tageszeitungen waren vom Marcos-Regime inzwischen derart eingeschüchtert, dass die Ermordung Aquino's und das anschließende Begräbnis in der Berichterstattung kaum Erwähnung fand. Dem wollte Eugenia Apostol mit dem neu gegründeten Magazin entgegentreten. Die erste Ausgabe mit dem ermordeten Aquino auf der Titelseite verkaufte sich 750.000 mal und in der Folgezeit konnte sich eine Auflage zwischen 300.000 und 400.000 Exemplaren etablieren. Der Schwerpunkt der Berichterstattung lag zunächst auf der Ermordung Aquino's und deren Nachwirkungen, zudem wurden Menschenrechtsverletzungen im Land angeprangert. Aufgrund der regierungskritischen Berichterstattung arbeitete die Redaktion verdeckt in einem leerstehenden Gebäude in der Nähe der regulären Mr. & Ms.-Büros, getarnt als „LJM Garment Factory“ („LJM Bekleidungsfabrik“, wobei LJM die Initialen von Letty Jimenez-Magsanoc waren).
Im Dezember 1985, gegen Ende der Militärdiktatur unter Ferdinand Marcos, gründete Eugenia Apostol gemeinsam mit Max Soliven und Betty Go-Belmonte den Philippine Daily Inquirer, eine täglich erscheinende Zeitung, in welchem schließlich auch das Wochenmagazin Mr. & Ms. Special Edition aufging. Nachdem Letty Jimenez-Magsanoc die Redaktion von Mr. & Ms. Special Edition bis zu dessen Auflösung 1986 geleitet hatte, arbeitete sie fortan für den neu gegründeten Philippine Daily Inquirer, in den Jahren 1986 und 1987 zunächst als leitende Redakteurin für das Sonntagsmagazin Sunday Inquirer Magazine.
Am 14. Juni 1991, rund fünf Jahre nach Ende des Marcos Regimes, wurde Letty Jimenez-Magsanoc Chefredakteurin des Philippine Daily Inquirer, und damit die erste Frau und bis dato langjährigste Chefredakteurin auf diesem Posten.
Letty Jimenez-Magsanoc beabsichtigte, ihren Posten als Chefredakteurin nach 25 Jahren im Amt nach den Präsidentschaftswahlen im Mai 2016 aufzugeben und in den Ruhestand zu gehen, verstarb jedoch unerwartet im Dezember 2015.

## Auszeichnungen
- 1981: Herausragende Frauen im Dienste der Nation[10] („The Outstanding Women in the Nation’s Service“, TOWNS Foundation)
- 1993: Ehrenmedaille der Universität von Missouri für herausragende Arbeit im Journalismus[13]
- 2006: Asien's Helden der vergangenen 60 Jahre, eine Auszeichnung des amerikanischen Time Magazines[14]
- 2015: Journalistin des Jahres, 19. Journalismuspreis des Rotary Clubs von Manila[15]
- 2016: Filipino of the Year 2015, ein jährlich vergebener Titel des Philippine Daily Inquirer, jener Zeitung, deren Redaktion sie selbst knapp 25 Jahre vorstand. Der Titel wurde ihr posthum etwa einen Monat nach ihrem Tod verliehen[16].